# Danju
Danju (früher Dajuan, bürgerlich Johannes Lieb) ist ein deutscher Rapper aus Stuttgart. Er wurde vor allem durch Zusammenarbeiten mit dem Rapper Cro bekannt, mit dem er seit seiner Jugend Musik macht.

## Karriere
Danju begann sich im Alter von 14 Jahren für Musik zu begeistern und lernte Trompete sowie Gitarre spielen. Wenig später kam er mit dem Rapper Cro in Kontakt und macht seitdem mit ihm zusammen Musik. So war er mit Gastbeiträgen auf Cros Mixtapes Trash, Meine Musik sowie Easy vertreten und veröffentlichte 2012 sein erstes Mixtape Play. Nach Cros kommerziellem Durchbruch nahm er 2013 mit ihm das Lied Höhenangst für dessen Mixtape Sunny auf.
Ab dem Jahr 2013 stand er beim Label Chimperator Productions unter Vertrag. Im April 2014 erschien schließlich Danjus zweites Mixtape Cali. Noch im gleichen Jahr war er auf Cros zweitem Studioalbum Melodie auf dem Song Meine Gang (Bang Bang) vertreten. Der Titel, zu dem auch ein Musikvideo gedreht wurde, erreichte Platz 75 der deutschen Charts und konnte sich fünf Wochen in den Top 100 halten. 2015 änderte er seinen Künstlernamen von Dajuan zu Danju.
Am 8. April 2016 erschien Danjus Debütalbum Stoned ohne Grund, das Platz 12 der deutschen Charts erreichte.
Am 29. April 2017 verkündete Danju auf Twitter die Trennung von seinem bisherigen Label Chimperator Productions. Im gleichen Jahr veröffentlichte er sein Mixtape Auf der Wolke. Seitdem arbeitet er als freiberuflicher Musiker und mit der Rapper-Crew Guzgang (ein Zusammenschluss Stuttgarter Rapper) zusammen.
Danjus zweites Studioalbum Tag 1 erschien am 26. Juli 2019.

## Diskografie
Alben
- 2016: Stoned ohne Grund
- 2019: Tag 1
- 2023: Zwischen gestern und morgen

Mixtapes
- 2012: Play
- 2014: Cali
- 2017: Auf der Wolke

EPs
- 2019: HYPE

Singles
- 2013: Höhenangst (feat. Cro)
- 2014: Meine Gang (Bang Bang) (feat. Cro)
- 2016: Stoned ohne Grund
- 2016: Für Mama
- 2016: Tag & Nacht (feat. Cro und Teesy)
- 2016: 420km (feat. Middlez)
- 2017: X RMX (feat. Cro)
- 2017: Meins
- 2017: Strange Love
- 2017: Pussy Ring
- 2017: Jeden Tag (feat. Jero)
- 2018: Hype
- 2018: Mag sein
- 2018: Runde um den Block (feat. Fosace Jay)
- 2019: Benz City (feat. Middlez, CMK)
- 2019: Fuego
- 2019: Guap
- 2019: Real Yah (feat. Izo)
- 2019: Kämpfen Pt. 2 (feat. Baba Rico)
- 2019: No Sleep Sleep
- 2021: High Above
- 2021: So oder so (feat. Mariella)
- 2022: Oben (feat. iaan)
- 2022: Moves (feat. Skofi, Skyfarmer)
- 2022: Windzug (feat. Doba)
- 2022: Hamburg im September
- 2023: Crispy
- 2023: Day 2 (Blaze Ein)
- 2023: Cam'ron Freestyle
- 2023: My Zone

Features
- 2014: Meine Gang (Bang Bang) – Cro, Danju
- 2014: Superstar – Psaiko.Dino, Danju, Olson
- 2014: Superstar – Instrumental – Psaiko.Dino, Danju, Olson
- 2015: Meine Gang – Cro, Danju
- 2016: 420km (feat. Danju) – Middlez, Danju
- 2017: Commas – Sierra Kidd, Danju
- 2017: Jeden Tag (feat. Danju) – JERO, Danju
- 2019: Benz City – Middlez, CMK, Danju
- 2020: Eres Tú – Melania, Danju
- 2020: Du bleibst – Bibiza, Danju, Baba Rico, Skofi, Sol93
- 2022: Oben – iann, Danju
- 2022: Grünes Zeug – NCG, Dean, Danju